# A bűvös vadász
A bűvös vadász (németül Der Freischütz) Carl Maria von Weber egyik háromfelvonásos operája. Szövegkönyvét Johann Friedrich Kind írta Johann August Apel és Franz Laun Das Gespensterbuch (Kísértetkönyv) című könyvének az operával azonos című története alapján. Ősbemutatójára 1821. június 18-án került sor a berlini Königliches Schauspielhausban. Magyarországon 1825. március 19-én mutatták be a kolozsvári színházban.

## Keletkezésének története
Csehországban, 1710-ben lefolytattak egy bűnügyi tárgyalást, melyben A bűvös vadász meséjének néhány eleme lepte meg a különös esettel foglalkozó bíróságot. A tárgyalás jegyzőkönyvének kivonata egy régi könyvben lelhető fel: Értekezések a szellemek világáról. Ez a történet széles körben ismertté vált, a nép ajkán „növekedett", egy „látomásokkal küzdő", Georg Schmidt nevű költő „félelmetes élményeivel" bővült, míg bekerült abba a fantasztikumokat tartalmazó gyűjteménybe, melyet Johann August Apel és Franz Laun állítottak össze, és a lipcsei Göschen kiadó gondozásában jelentettek meg, Das Gespensterbuch (Kísértetkönyv) címen. A bűvös vadász meséjét tartalmazó novellát August Apel írta. Weber operája szövegkönyvének kialakításában három jogásznak volt döntő szerepe. Az első: August Apel, a novella szerzője, nagy műveltségű lipcsei ügyvéd és városi tanácsnok; a második: Alexander Dusch, jogász és amatőr csellista, Weber barátja, kivel a neuburgi szcenáriumot alkották; a harmadik pedig a librettó szerzője, a Goethe által is nagyra becsült Friedrich Kind, aki diák korában együtt látogatta Apellel a lipcsei Tamás-iskolát.
Apel novellájának rövid tartalma: Wilhelm írnok korábban vadász volt. Vissza szeretett volna térni régi mesterségéhez, hogy a fővadász lányának kezét elnyerhesse. Ezt a lány, Kätchen is jó szívvel fogadta, de Wilhelmet azonban elkerülte a vadászszerencse. Egy falábú zsoldos rábeszélte, hogy öntsön ki 63 golyót éjfélkor a keresztútnál. Wilhelm szót fogadott és a bűvös golyókkal indult a próbalövésen. Golyója halálra sebezte Kätchent. A lány szüleit megölte a bánat, a szerencsétlen vadász pedig a tébolydában fejezte be életét.
Kind teljesen szabadon kezelte Apel szövegét. Az ő átköltésében a zsoldos szerepét Kaspar vette át, és megjelent maga a sátán is. A lány anyja helyett a komoly Agata vidám ellenpólusát alkotja meg a bájos Annuska személyében. A keresztútból Farkas-szakadék lett, és a 63 golyóból 7. Kind 1817 márciusában készült el a szövegkönyvvel.
Weber és Kind között az alkotás hosszú időszaka alatt a legszorosabb együttműködés alakult ki és harmadiknak ott volt még Weber felesége, a színpadot kitűnően ismerő Caroline hasznos gyakorlati tanácsaival. Weber a saját dramaturgiai elveinek maradéktalan megvalósítása érdekében elég sok változtatást kívánt Kindtől, sőt néhol saját maga változtatott a költő megkérdezése nélkül. Weber ötven helyen követelt módosítást, az ő intenciója nyomán került bele a második felvonásba Kaspar és Samiel fontos párbeszéde, ő maga írt még egy strófát a vadászkarhoz, és a kész zongorakivonat az ő részletes rendezői utasításaival valamennyi kételyt eloszlatott.
A premiert nem mindennapi huzavona előzte meg. Az ez idő szerint III. Frigyes Vilmos porosz király első karmestereként és általános zeneigazgatójaként tevékenykedő Gasparo Spontini és köre, az olasz opera hegemóniáját féltve mindent elkövetett A bűvös vadász színre kerülése ellen. Csak a színház intendánsa, Brühl gróf erőfeszítéseinek köszönhetően sikerült mégis bemutatni a darabot. A bemutatóra végül az újjáépült királyi operaház megnyitó előadásaként került sor. A szerző vezényelte előadás nem várt hatalmas sikert aratott. Ezt jelzi az is, hogy 1884-ig több mint ötszázszor került színre.

## Szereplők
| Szereplő                     | Hangfekvés       |
| ---------------------------- | ---------------- |
| Ottokár, uralkodó herceg     | bariton          |
| Kuno, hercegi főerdész       | basszus          |
| Agáta, a lánya               | szoprán          |
| Annuska, Agáta unokahúga     | szoprán          |
| Gáspár, az első vadászlegény | basszbariton     |
| Max, a második vadászlegény  | tenor            |
| Remete                       | basszus          |
| Kilián, gazdag parasztlegény | tenor            |
| Samiel, a fekete vadász      | próza            |
| Koszorúslányok               | négy szoprán     |
| Két vadász                   | tenor és basszus |

## Cselekménye
Helyszín: Csehország egy kis hercegsége
Idő: röviddel a harmincéves háború befejeződése után

### Első felvonás
Helyszín: Tér egy falusi csapszék előtt
Helybeliek célba lövést tartanak a kocsma udvarán. Miközben a többiek a győztest, Kiliánt, a jómódú parasztot ünneplik, Max, a fiatal vadászlegény szomorúan ücsörög egy padon félrehúzódva. Szerencséje ismét elhagyta, most sem sikerült célba találnia. Véletlenül erre jár Kuno, a hercegi főerdész is kíséretével és bosszúsan fogadja a hírt, hogy legkedvesebb legénye megint félretrafált. Másnap tartják a próbalövést, a herceg jelenlétben rendezendő lövészversenyt, amelynek tétje a másoderdészi állás elnyerése. Ha pártfogoltja ott is felsül, le kell mondania támogatásáról és leánya, Agáta kezéről is. A jelenlévők érdeklődésére, elmeséli e különös verseny keletkezésének történetét. Egyik elődje, üknagyapja – akit véletlenül szintén Kunónak hívtak – egy mesterlövéssel nyerte el a főerdészi állást és az ezzel járó javadalmazást meg a palotaszerű erdészlakot. Éppen vadászaton jártak az akkori uralkodóval, amikor a messzeségben egy acsarkodó kutyákkal körülvett szarvast vettek észre, hátán egy rémült vadorzóval. Mindkettejükre szörnyű halál várt, a kutyák rövidesen széttépték volna őket. A herceg azonban megszánván a javait lopó férfit, kihirdette: akinek sikerül egyetlen lövéssel leterítenie a vadat úgy, hogy a tolvaj sértetlen maradjon, főerdészi címet és jogokat kap. Lehetetlennek látszott a feladat, de üknagyapja inkább saját önbecsülésből, semmint a felajánlott magas pozíció elnyeréséért, nem sokat tétovázott. Kapta a flintáját és egyetlen lövéssel végzett a vaddal. A tolvajnak az ijedtségen túl nem esett bántódása. Azóta minden erdészállás elnyerésére próbalövést rendeznek, ahol egyetlen lövéssel kell a célt eltalálni. Amint befejezte elbeszélését, figyelmezteti Maxot, pontosan jelenjen meg másnap a hercegi táborban. A többiek az ivóba vonulnak, hogy borral öblítsék le az átélt izgalmakat, Max azonban nem tart velük. Boldogsága közeli végét látja maga előtt: hiába szeretik egymást Agátával, szerencséje elfordultával alighanem le kell mondania a lányról. Felfigyelve borús hangulatára, ellenlábasa, a sötét hatalmakkal cimboráló Gáspár lép hozzá. Maga is pályázik Agáta kezére, még inkább a vele járó állásra és most elérkezettnek látja az időt, hogy tönkretegye vetélytársát. Ráveszi Maxot, hogy igyék vele, közben észrevétlenül bódító hatású port csempész italába. Elmeséli neki, hogy különös hatalmú golyókat tud készíteni. Hét golyót önt mindig, amiből hat odamegy, amire céloz. A hetedik azonban Samielé, a fekete vadászé, amelyet oda irányít, ahová ő akarja. Hogy bebizonyítsa tudományát, kilő puskájából hat golyót, a hetedik lövésre azonban átnyújtja a fegyvert a legénynek. Az csak úgy találomra meghúzza a ravaszt, mire nagy magasságból, ahová a szem szinte el sem lát, egy hatalmas sas hull alá. A kétségbeesett Max elfogadja ajánlatát: éjfélkor vele tart a baljós hírű Farkas-árokba, ahol alvilági erők segítségével megöntik a varázserejű golyókat. Gáspár alig tudja türtőztetni örömét: nemcsak vetélytársát állítja most félre, hanem teljesíti Samiellel kötött szerződését is: éjfélig újabb áldozatot kellett szállítania a gonosz hatalmaknak, ellenkező esetben életével kellett volna fizetnie. Az új áldozat – Max lesz.

### Második felvonás
Első jelenet
Helyszín: Szoba a főerdész házában
Agátát baljós előjelek gyötrik. Abban a pillanatban amikor eldördült Max kezében Gáspár puskája, a fejére esett apja egykori dajkájának képe. Másnap lenne esküvője, de vőlegénye, Max, szokásától eltérően késik. Annuska egy vidám dallal igyekszik kedvét felderíteni, de igyekezete nem jár sikerrel. Agátának eszébe jut a barátságos remete reggeli jóslata, amely egy közelgő nagy veszélyre figyelmeztette. Az égiekhez imádkozik, sorsa – sorsuk – révbe érésének támogatását kérve. Végre megérkezik párja is, de igen zaklatottnak látszik. Beszámol a lánynak a sas elejtéséről, majd azt füllenti, egy hatalmas szarvast is lőtt, ezért vissza kell mennie az erdőbe. Valójában azonban a Farkas-árokba igyekszik. Mielőtt távozna, újra megerősítik egymás iránti szerelmüket.
Második jelenet
Helyszín: A Farkas-árok vidéke
Éjfél van. Gáspár a sötét erdő mélyén húzódó Farkas-árok partján hozzákezd a titokzatos golyók öntéséhez. Varázskört rajzol, majd Samielt hívja. Terve szerint a hetedik golyó Agátát találja majd el, Max elbukik – s helyébe lépve Samiel szolgája lesz –, ő pedig elfoglalja a hőn óhajtott erdészi állást. Kisvártatva megérkezik Max is. Némileg habozik ugyan, miután mintha csak figyelmeztetni akarták volna valamire, megjelent előtte holt anyja, majd Agáta szelleme. Végül azonban elhessegeti kételyeit, s csatlakozik Gáspárhoz, megöntik a hét golyót. Titokzatos árnyak felbukkanása, a mondabeli csodaszarvas feltűnése, végül a hold elhalványulása kíséri tevékenységüket. Amint a hetedik golyó is kész, megjelenik Samiel és Max karja után nyúl. Ebben a pillanatban egyet üt az óra. Minden elcsendesedik, a fekete vadász is eltűnik.

### Harmadik felvonás
Első jelenet
Helyszín: Tisztás az erdőben
Max és Gáspár együtt érkeznek a herceg táborába. Utóbbi már előbb szétosztotta a golyókat: hármat magának tartott meg, négyet vetélytársának adott. A fiú azonban gyakorlatot tartva hármat már ellövöldözött belőlük – a jelen lévő vadászok meg is dicsérik mesteri célzásaiért –, már csak egy, a hetedik golyó maradt puskájában. Kérleli Gáspárt, adjon még neki a varázsgolyókból, cimborája azonban hajthatatlan. Sőt, golyóit szándékosan, minden cél nélkül el is lövöldözi, hogy az ünnepélyes próbalövésre már csak egy ármánnyal született töltet maradjon.
Második jelenet
Helyszín: Agáta szobája a főerdészi lakban
Agáta már esküvői ruhában, újra az égiek pártfogását kéri. Majd a szobába lépő Annuskának beszámol baljóslatú álmáról: fehér galambként jelent meg saját szemei előtt, akit éppen Max golyója sebzett halálra. Annuska, hogy borúját elűzze, egy testvérének álmát meséli el. Egy szellemről álmodott, aki szobájába, majd ágyához lépett, egy idő múltán azután simogatni kezdte. Felriadva csak vadászkutyáikat látta maga előtt, aki láncát elszakítva a szobába osont. A rossz hangulatot egy időre elhessegetve együtt indulnak, hogy a koszorúslányok által hozott menyasszonyi koszorút átvegyék. A dobozt átvéve és kinyitva azonban döbbenten látják, hogy virágdísz helyett halotti koszorú található benne. Szerencsére kéznél vannak a szent életű remetétől kapott rózsák, amiből Annuska és barátnői gyorsan másik koszorút készítenek.
Harmadik jelenet
Helyszín: Ünnepi díszbe öltözött mező a falu szélén
Elérkezett a próbalövés ideje. A herceg már elfogadta Kuno javaslatát a poszt betöltésére – leendő veje, Max a kiválasztott –, így a próbalövés csak formális természetű. Maga is tapasztalta a fiú felkészültségét gyakorlatozása során, nincs oka kételkednie főerdésze választásának helyességében. Egy távoli fán ülő fehér galambra mutat, azt kell a legénynek eltalálnia. Max kénytelen utolsó megmaradt töltényét, a varázsgolyót puskájába tenni. Céloz és lő, ám a galamb szinte ugyanakkor felröppen és egy másik ágra száll. Ebben a pillanatban lép elő Agáta és – az eseményeket eddig egy fa mögül figyelő – Gáspár, s mindketten látszólag élettelenül terülnek el a földön. Megjelenik azonban a szent remete is, s Agátához lépve a lány hamarosan kinyitja szemeit. A remete az utolsó pillanatban eltérítette a golyót, így az Gáspárt találta el. A rettenetes kínok közt haldokló vadász utolsó szavaival az eget és poklot káromolja. A herceg maga elé hívatja Maxot, hogy magyarázatot adjon a történtekre. A legény mindent töredelmesen bevall: Agáta elvesztése miatti félelmében elfogadta Gáspár ajánlatát, a pokol hatalmainak igénybevételét. A herceg felháborodásában visszavonja az állás odaítélésére tett ígéretét, nem járul hozzá Max Agátával kötendő házasságához sem, sőt kiutasítja a legényt országából. Ekkor azonban megint közbelép a remete: irgalmasságra inti Ottokárt. Tanácsára a herceg visszavonja ítéletét. Max maradhat és ha egy próbaév alatt nem lesz rá panasz, elnyerheti az állást és vele Agáta kezét is. S hogy hasonló esetek a jövőben ne ismétlődhessenek, egyszer s mindenkorra eltörli a próbalövés intézményét is.

## Híres zeneművek
- Nein, länger trag’ ich nicht die Qualen - Max áriája (első felvonás)
- Hier im ird'schen Jammertal - Gáspár bordala (első felvonás)
- Schweig, schweig, damit dich niemand warnt! - Gáspár áriája (első felvonás)
- Kommt ein schlanker Bursch gegangen - Annuska ariettája (második felvonás)
- Wie nahte mir der Schlummer - Agáta áriája (második felvonás)
- Wie? Was? Entsetzen! - Agáta, Annuska és Max hármasa (második felvonás)
- Und ob die Wolke sich verhülle - Agáta cavatinája (harmadik felvonás)
- Einst traumte meiner sel'gen Base - Annuska románca (harmadik felvonás)
- Wir winden dir den Jungfernkreuz- népdal, a négy koszorúslány és a nő: kórus jelenete (harmadik felvonás)
- Was gleicht wohl auf Erden dem Jägervergnügen - vadászkórus (harmadik felvonás)